# Pentatomoidea
I Pentatomoidea sono una superfamiglia di insetti dell'ordine dei Rincoti Eterotteri. Si tratta di uno dei raggruppamenti sistematici più importanti fra gli Eterotteri per l'elevato numero di specie e per i danni recati da diverse specie a spese dei vegetali. Poche sono le specie entomofaghe, potenzialmente utili.

## Descrizione
Gli insetti di questa superfamiglia sono facilmente riconoscibili per alcuni evidenti caratteri morfologici. Hanno un corpo di medie dimensioni, leggermente depresso in senso dorso-ventrale e di profilo vagamente pentagonale, da cui il nome attribuito al raggruppamento. La pigmentazione del tegumento mostra spesso colori piuttosto vivaci, carattere poco frequente nella generalità degli Eterotteri.
Il capo è relativamente piccolo rispetto al resto del corpo, dal profilo più o meno triangolare, e porta antenne di cinque articoli, inserite su prominenze laterali.
Il torace presenta un pronoto largo, di forma subtrapezoidale, più largo del capo. Lo scutello è piuttosto sviluppato e arriva almeno alla base della membrana delle emielitre, ma in alcuni raggruppamenti ha uno sviluppo tale da ricoprire completamente le emielitre e l'addome. Il profilo dello scutello è triangolare oppure semiellittici.
Le femmine depongono uova a forma di botticella, appressate in gruppi più o meno numerosi sulla superficie dei vegetali.

## Importanza
La maggior parte dei Pentatomoidei è rappresentata da specie fitofaghe e, quindi, potenzialmente dannosi alle coltivazioni. Poche sono invece le specie a regime dietetico zoofago. Diverse specie hanno un'importanza economica in quanto da un lato sono responsabili di danni diretti con la sottrazione di linfa, da un altro di danni indiretti in quanto conferiscono alle parti attaccate sapore e odore sgradevole dovuti al secreto delle ghiandole odorifere.
In generale i Pentatomoidei non rientrano fra gli insetti dannosi principali, tuttavia possono verificarsi contesti in cui gli attacchi da parte di queste cimici costituiscono un'emergenza, richiedendo perciò l'adozione di metodi di controllo. Fra le specie di maggiore importanza in Italia, come agenti di danno, si citano la Nezara viridula, la Palomena prasina, l'Aelia rostrata, l'Eurygaster austriaca.

## Tassonomia
La classificazione interna della superfamiglia è controversa e anche nelle revisioni più recenti si applicano schemi discordanti in merito al livello tassonomico attribuito ad alcuni raggruppamenti, con un numero variabile di famiglie da 9 a 14. Nelle classificazioni proposte dai vari autori, pertanto, alcuni raggruppamenti sono considerati sottofamiglie dei Pentatomidae o dei Cydnidae, oppure elevati al rango di famiglia. Secondo la suddivisione di SCHUH e SLATER (1995), nella superfamiglia si individuano le seguenti 14 famiglie. In merito alle divergenze si rimanda alle voci specifiche.
- Acanthosomatidae
- Aphylidae
- Canopidae
- Cydnidae
- Dinidoridae
- Lestoniidae
- Megarididae

- Pentatomidae
- Phloeidae
- Plataspidae
- Scutelleridae
- Tessaratomidae
- Thaumastellidae
- Urostylidae

## Distribuzione
La superfamiglia dei Pentatomoidei è cosmopolita. In Europa sono presenti nove famiglie: Acanthosomatidae, Cydnidae, Dinidoridae, Pentatomidae, Plataspidae, Scutelleridae, Tessaratomidae, Thaumastellidae e Urostylidae.

## Galleria d'immagini

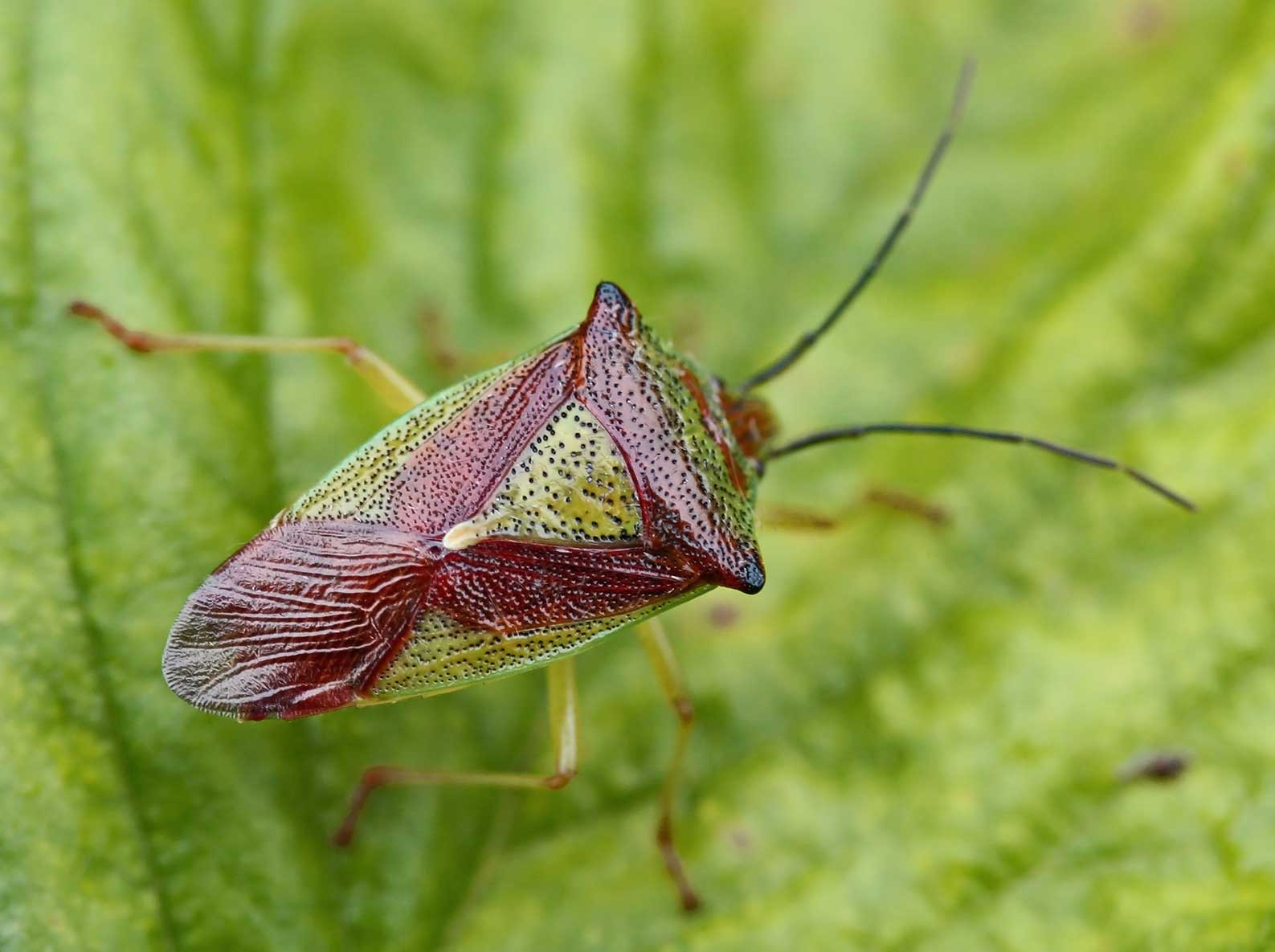
Acanthosoma haemorrhoidale Acanthosomatidae
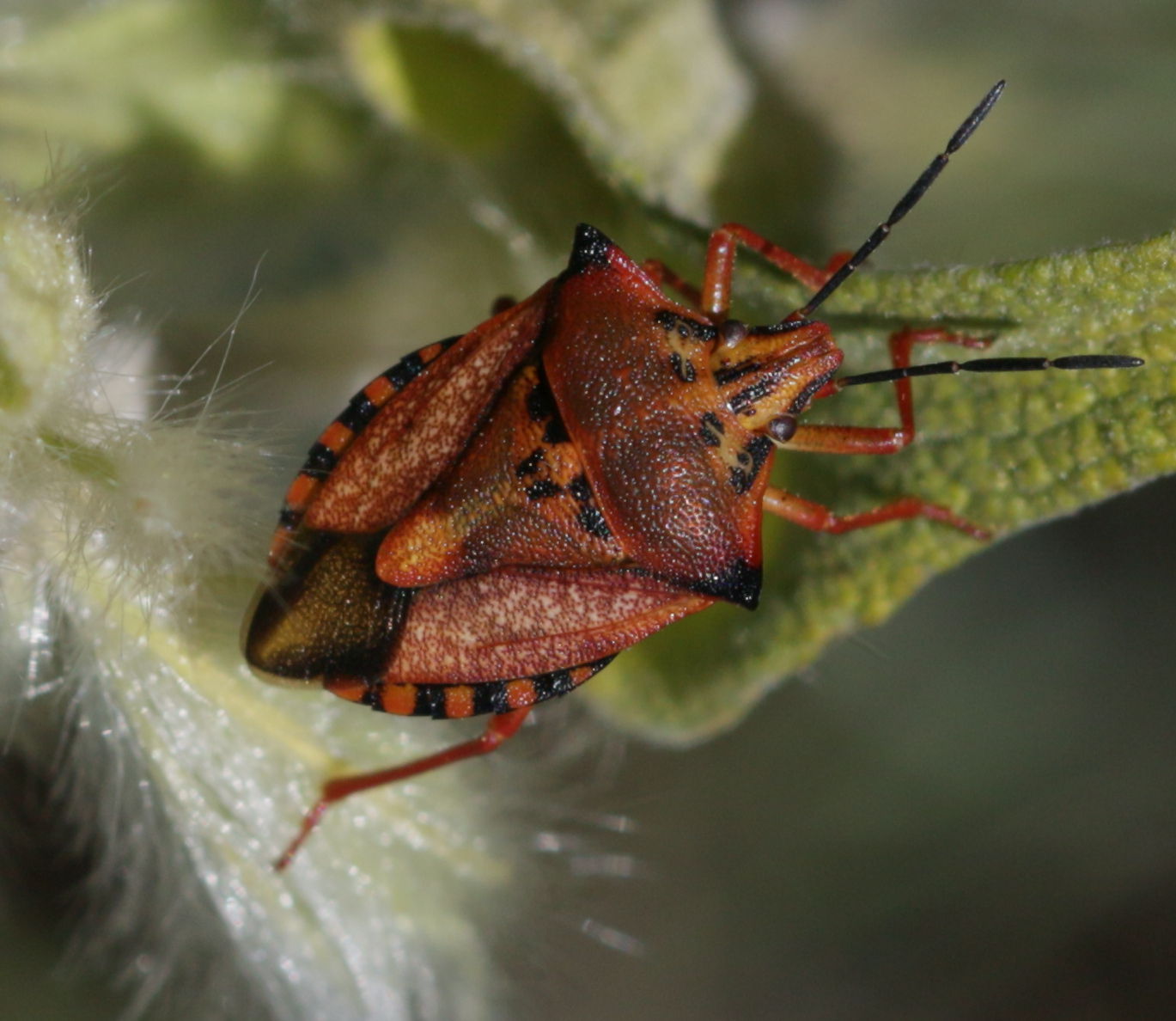
Carpocoris mediterraneus Pentatomidae
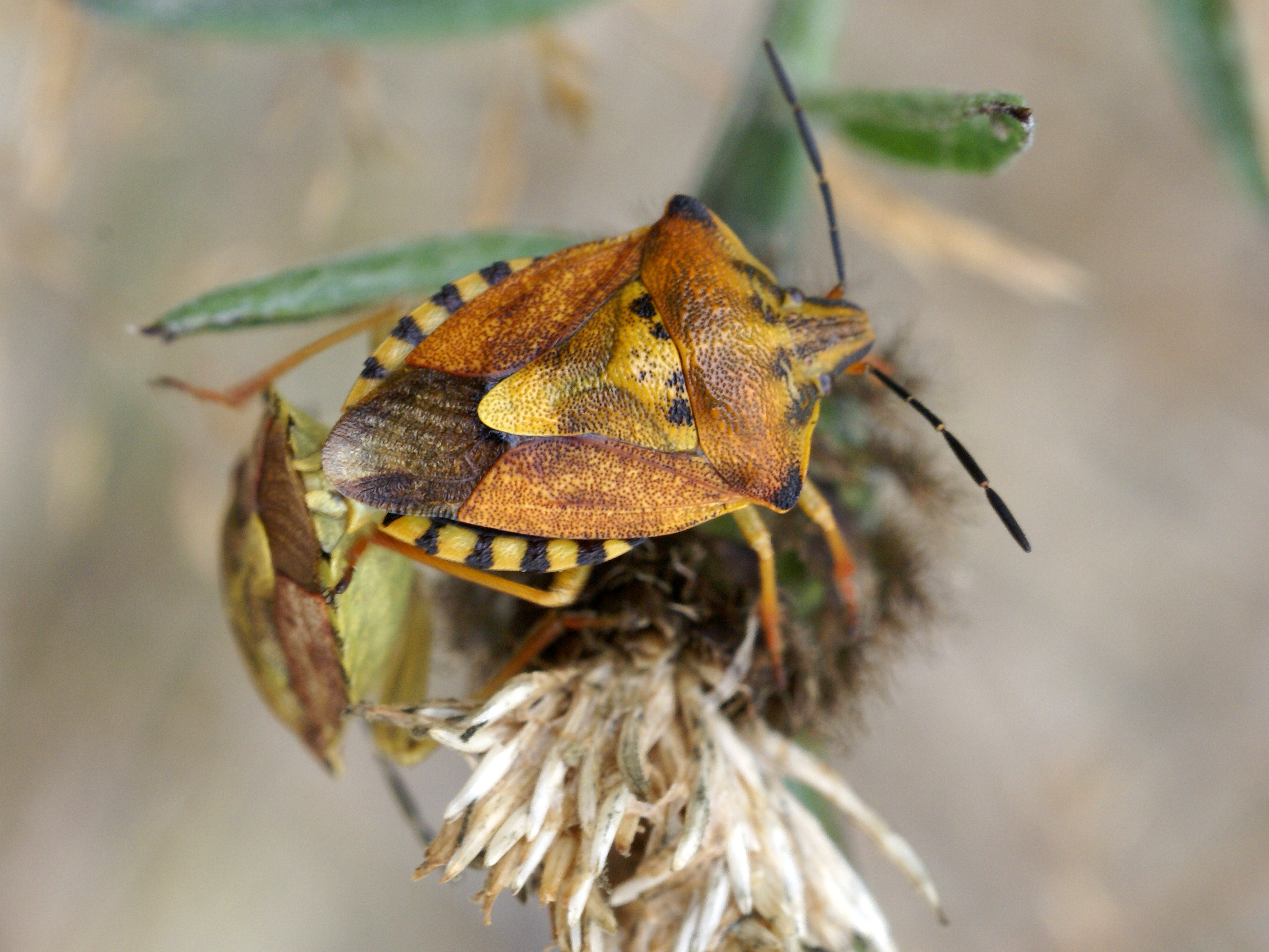
Carpocoris purpureipennis Pentatomidae
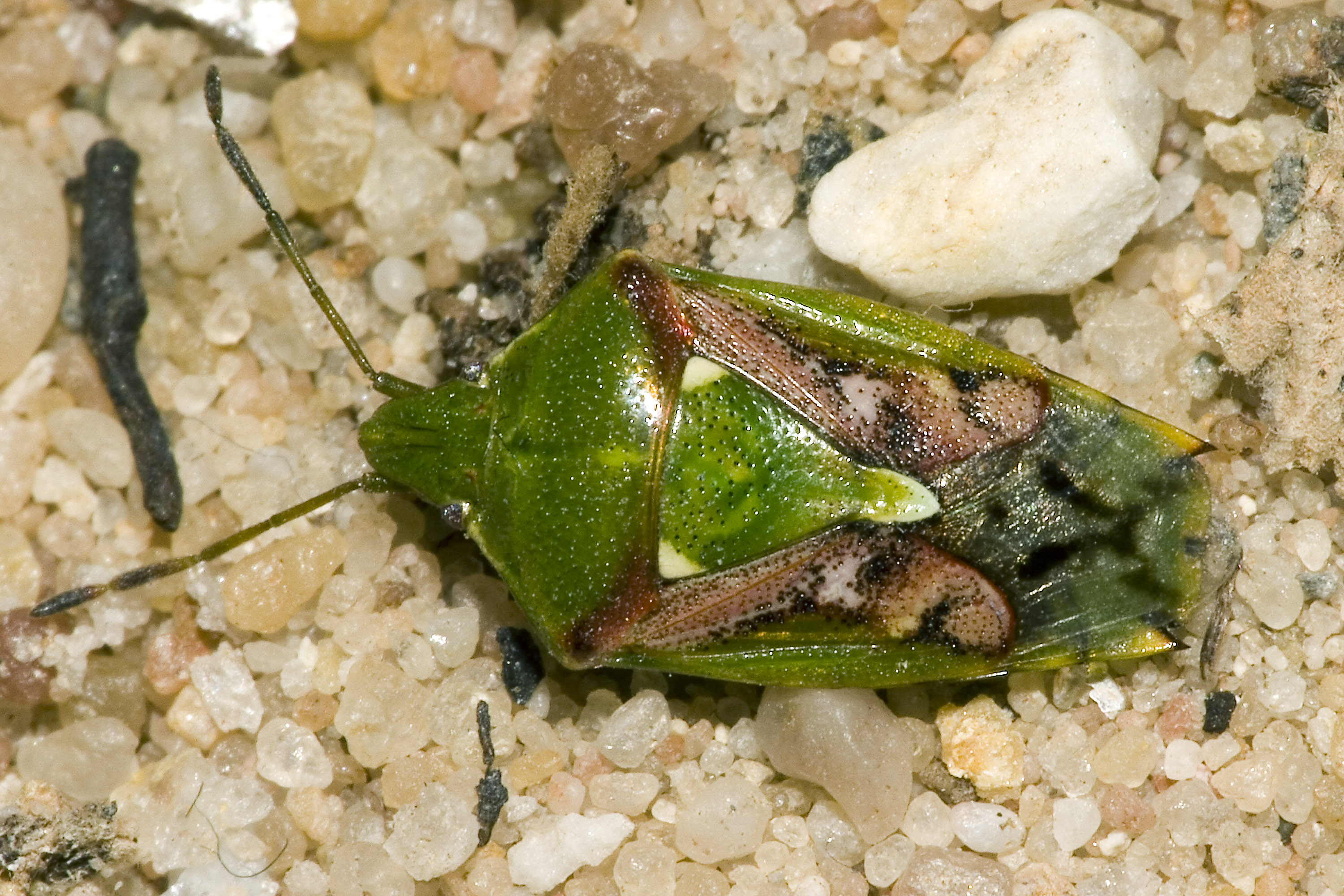
Cyphostethus tristriatus Acanthosomatidae
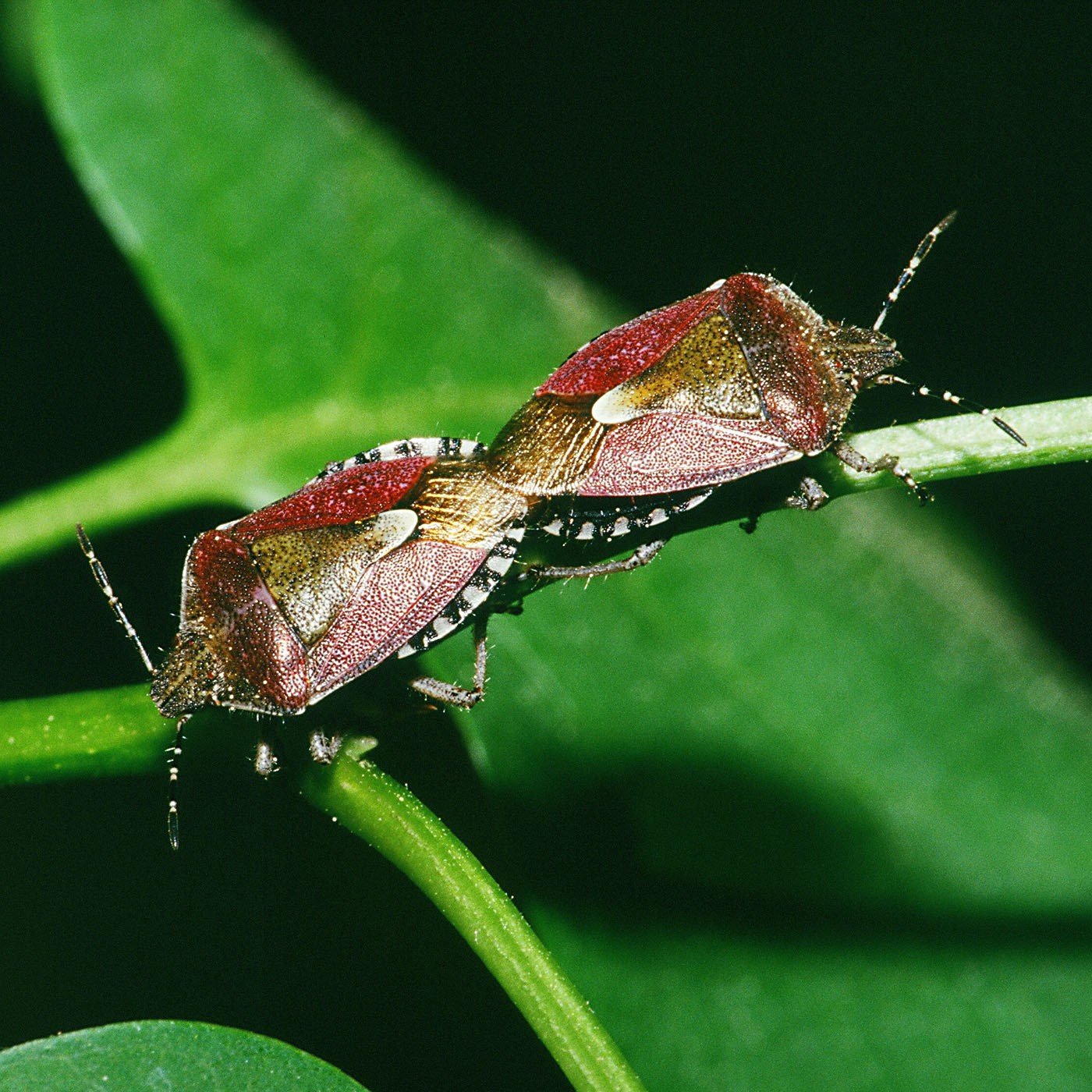
Dolycoris baccarum Pentatomidae
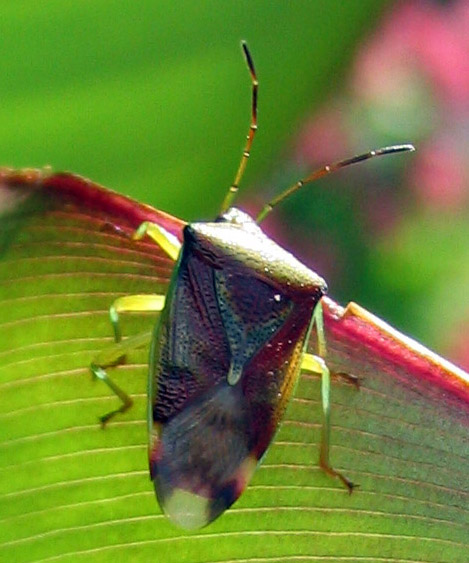
Elasmostethus interstinctus Acanthosomatidae
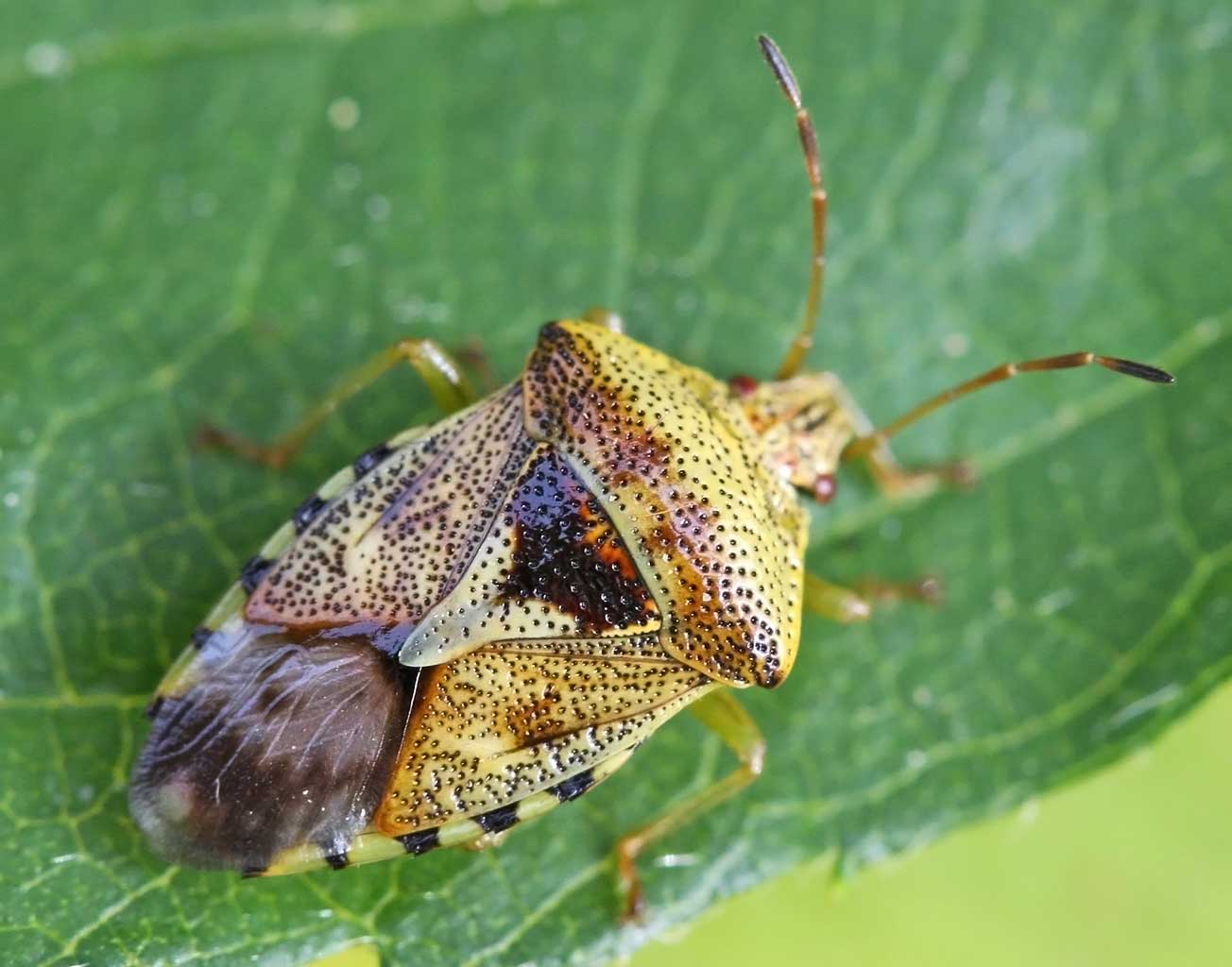
Elasmucha grisea Acanthosomatidae
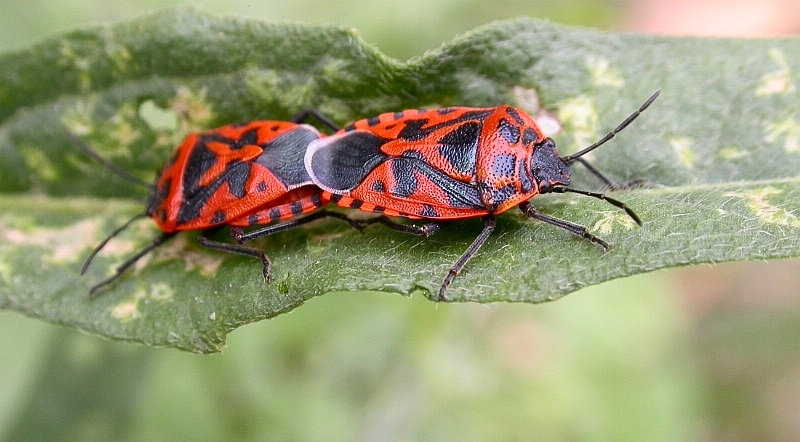
Eurydema ventralis Pentatomidae
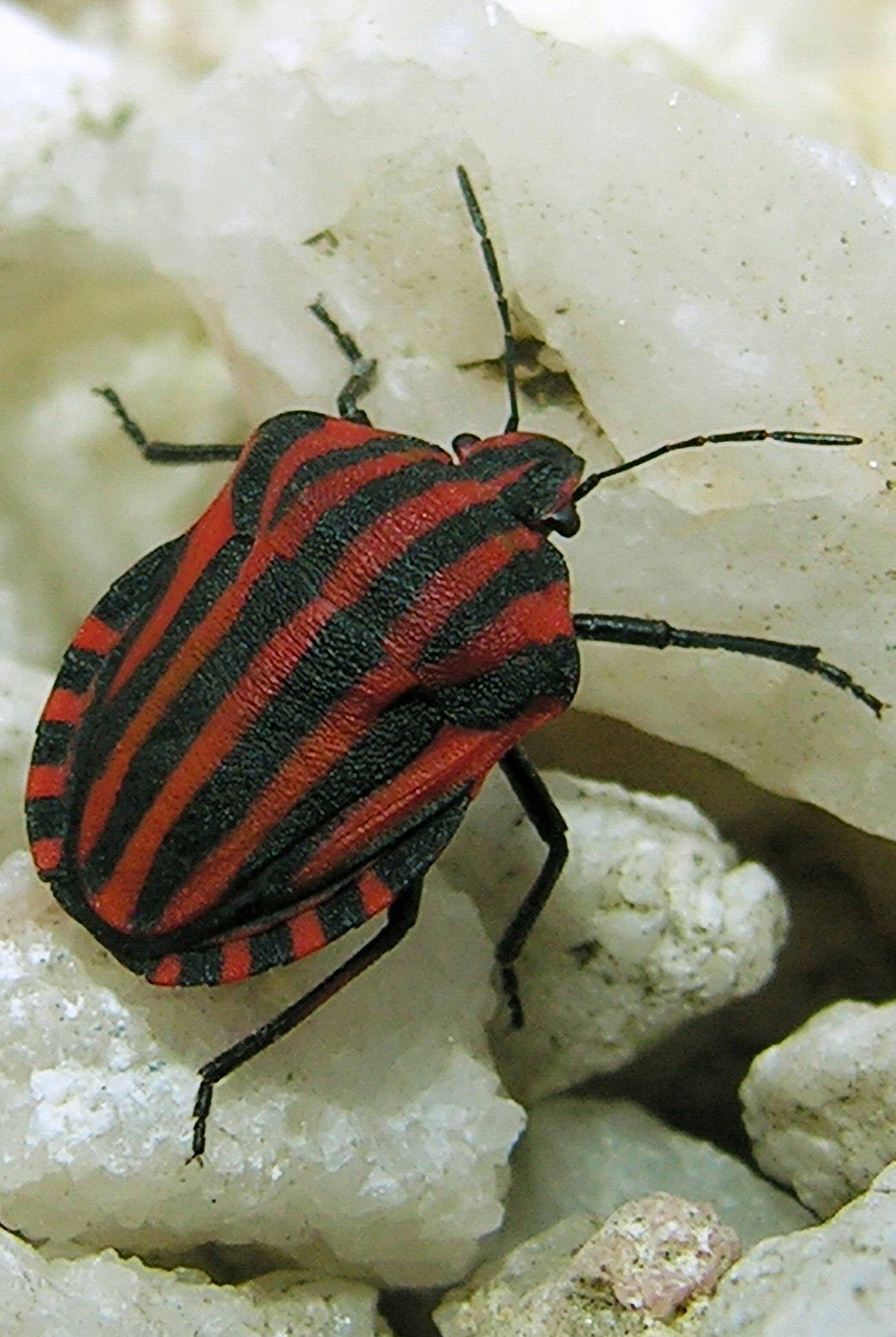
Graphosoma italicum Pentatomidae
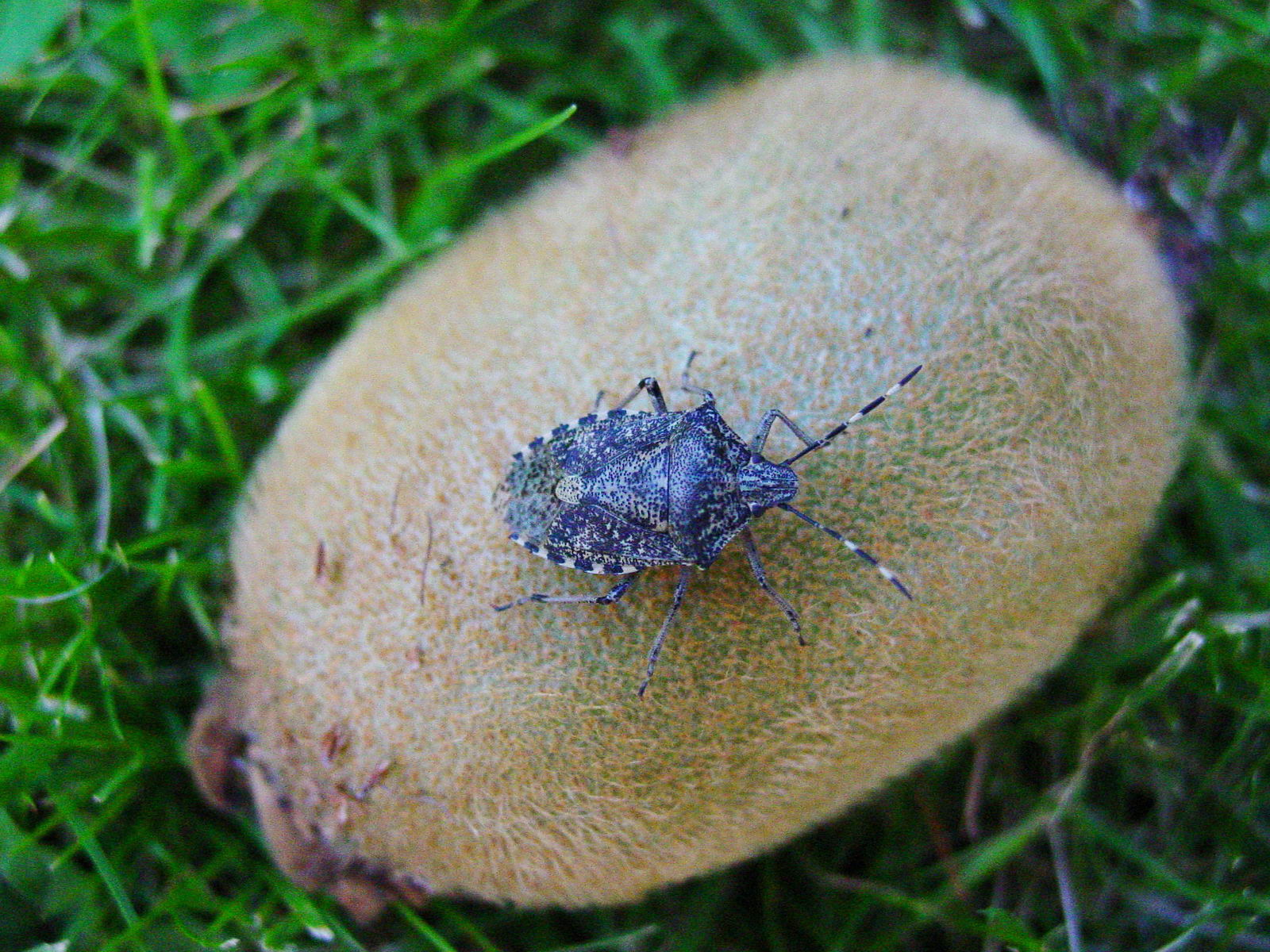
Rhaphigaster nebulosa Pentatomidae
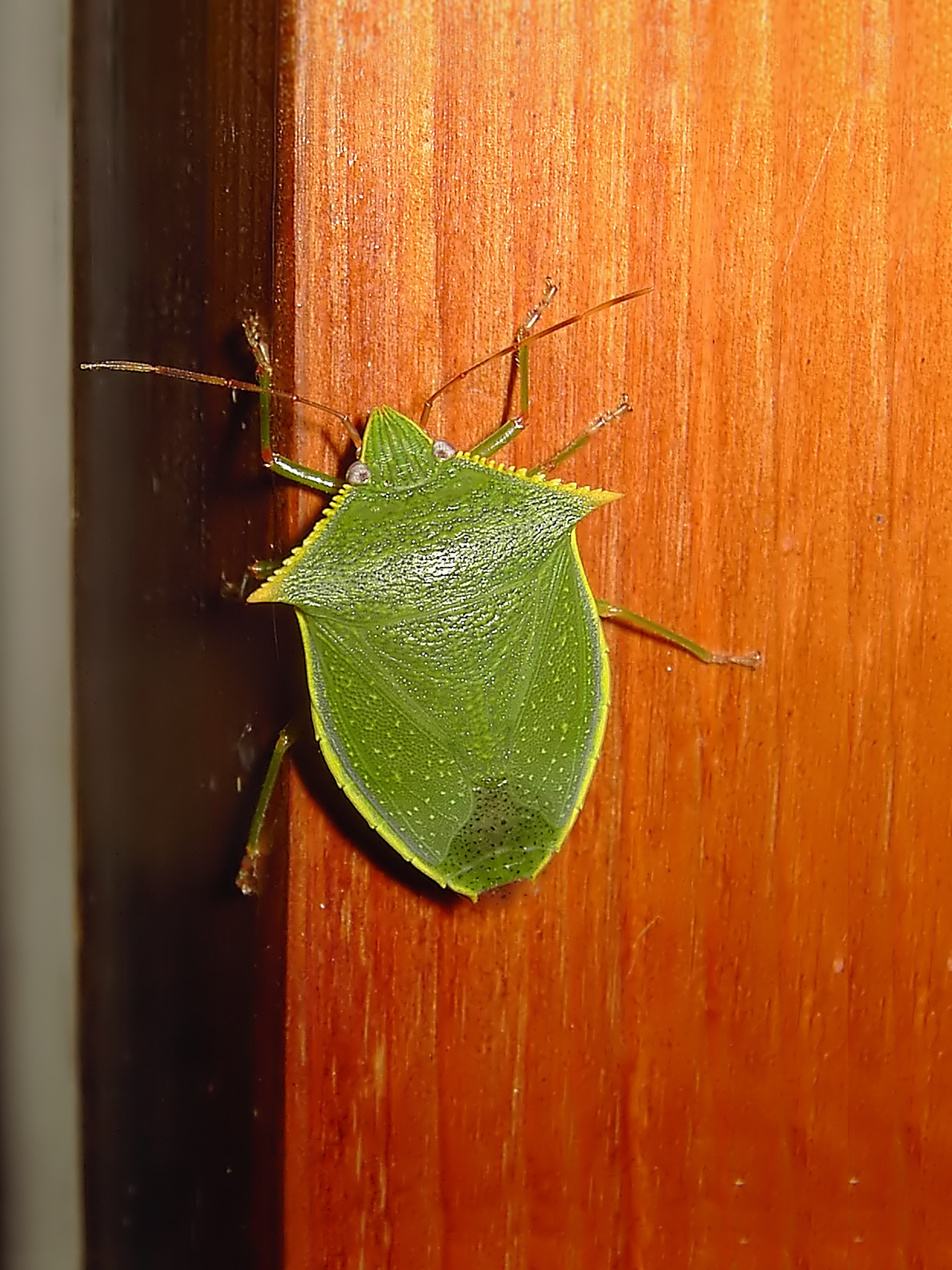
Loxa viridis Pentatomidae
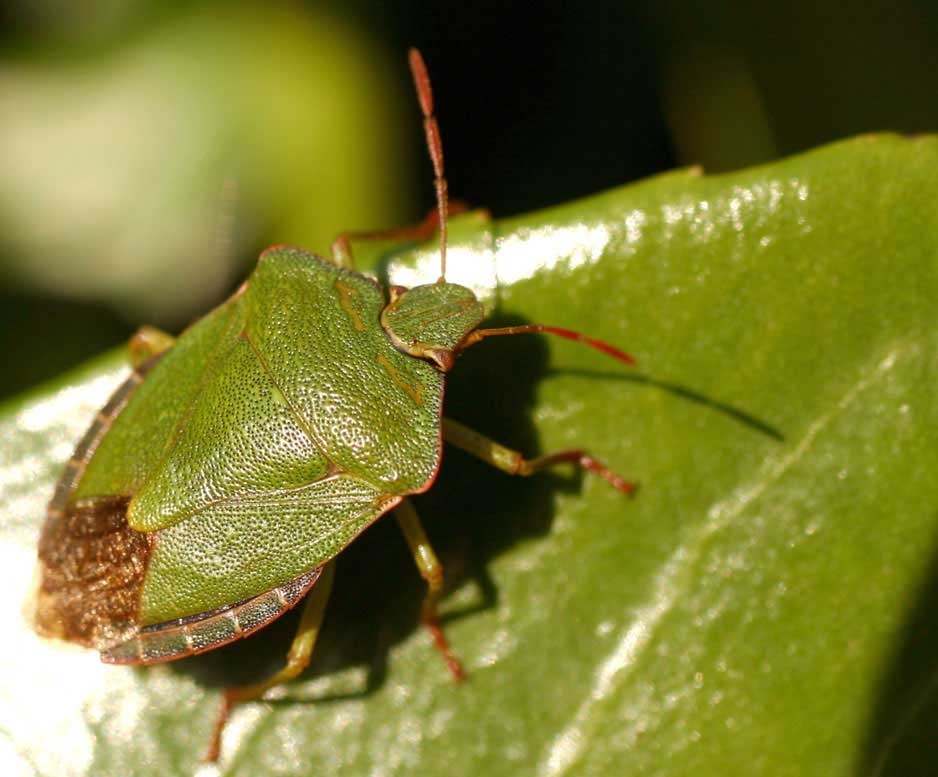
Palomena prasina Pentatomidae
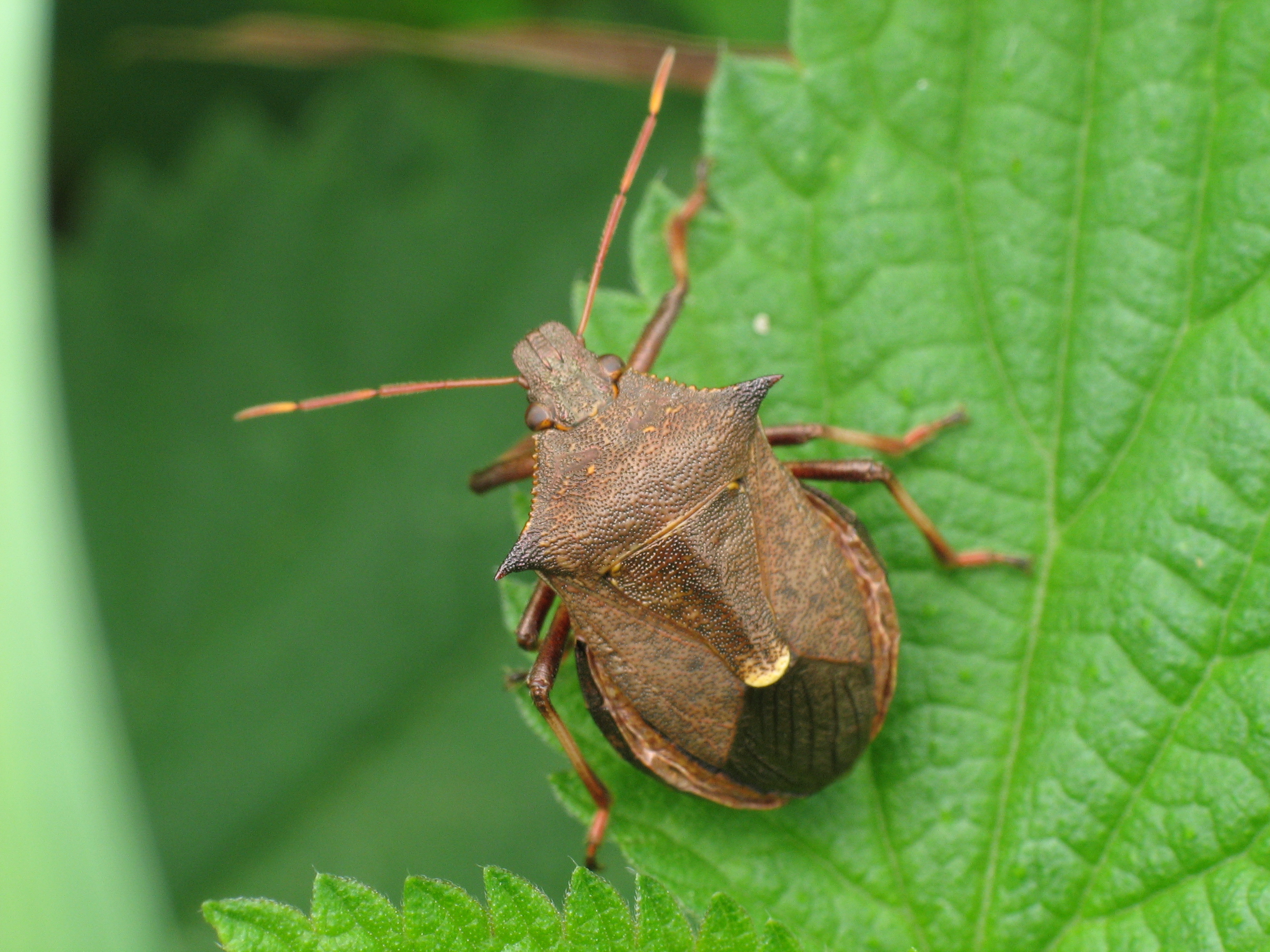
Picromerus bidens Pentatomidae
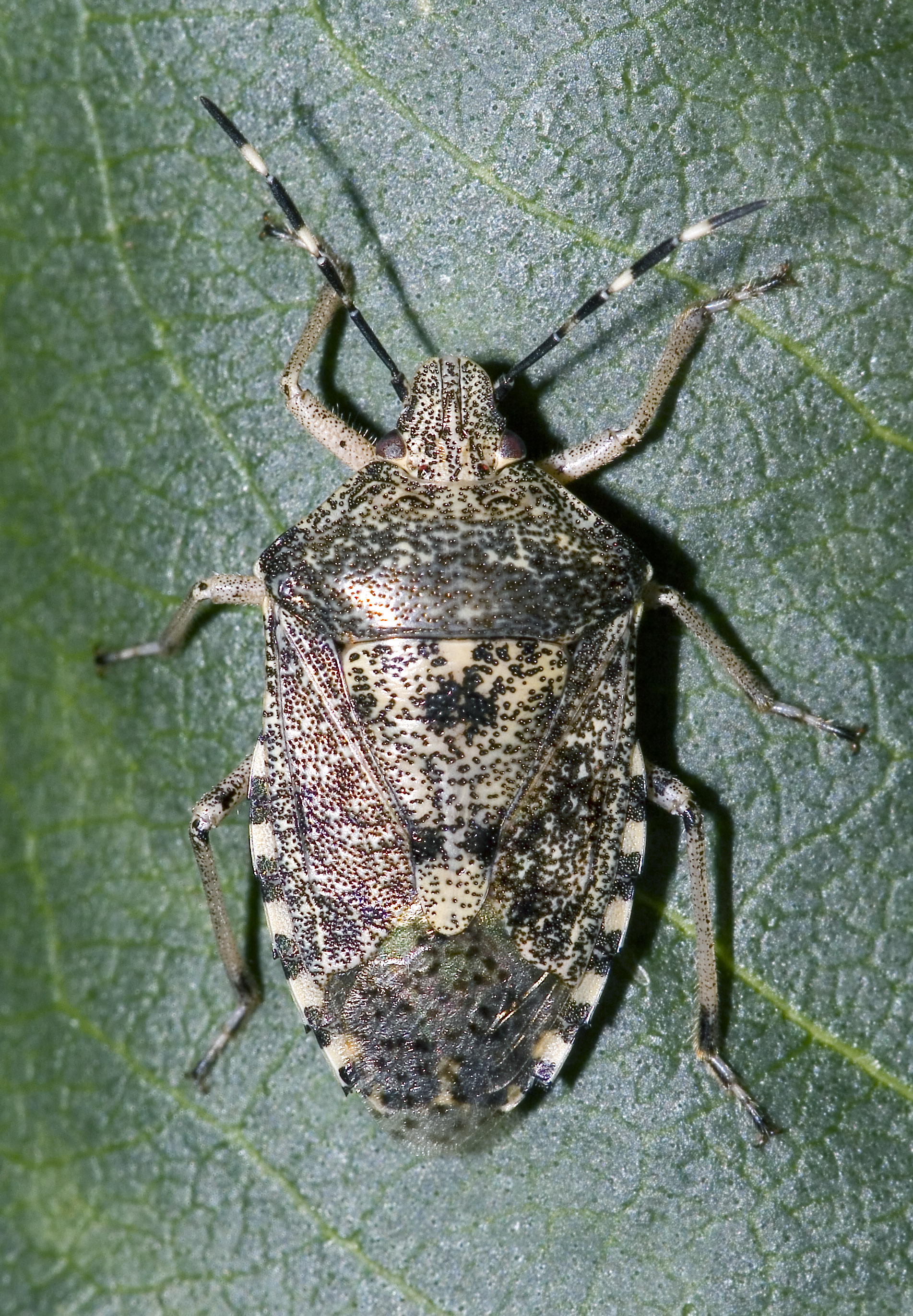
Rhaphigaster nebulosa Pentatomidae
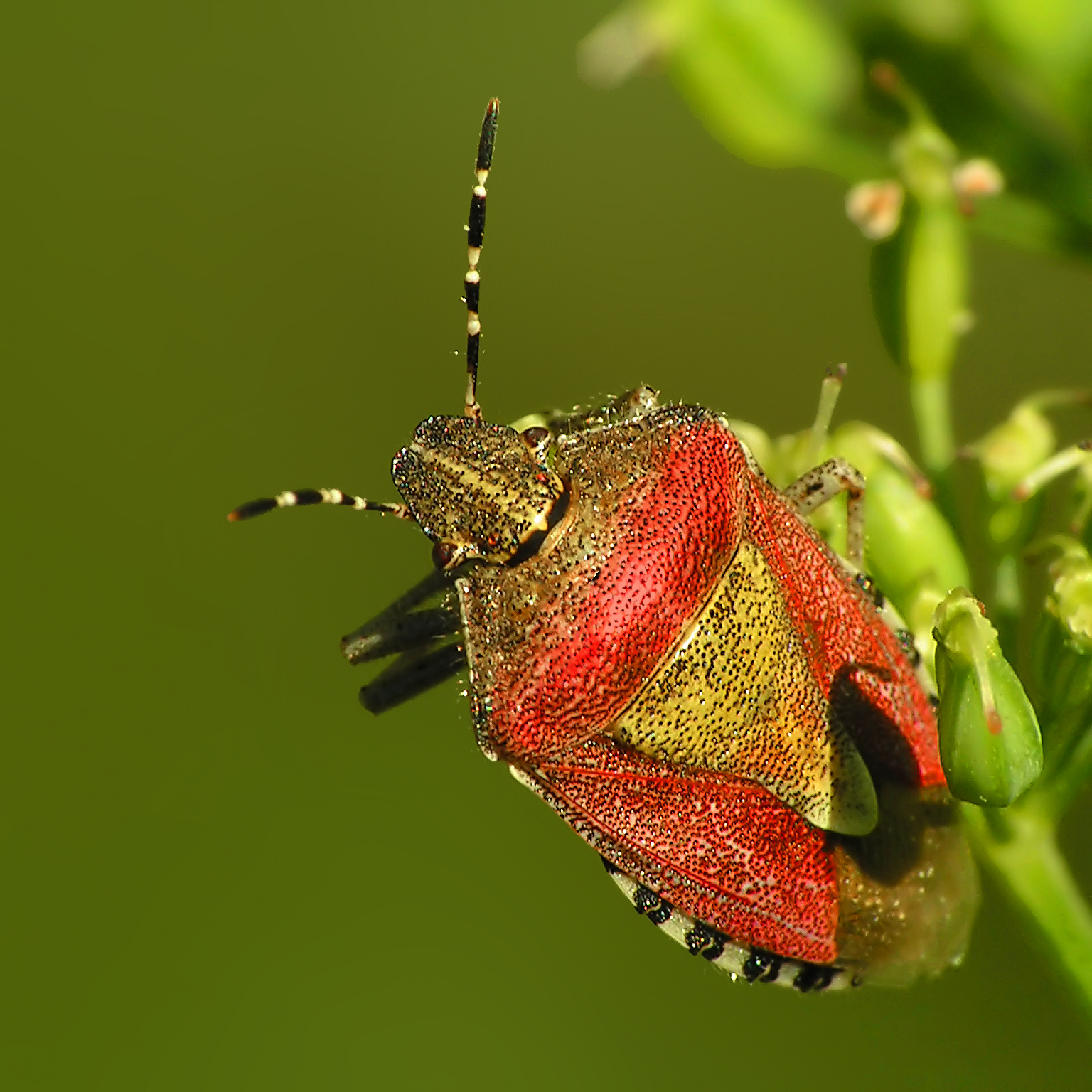
Troilus luridus Pentatomidae
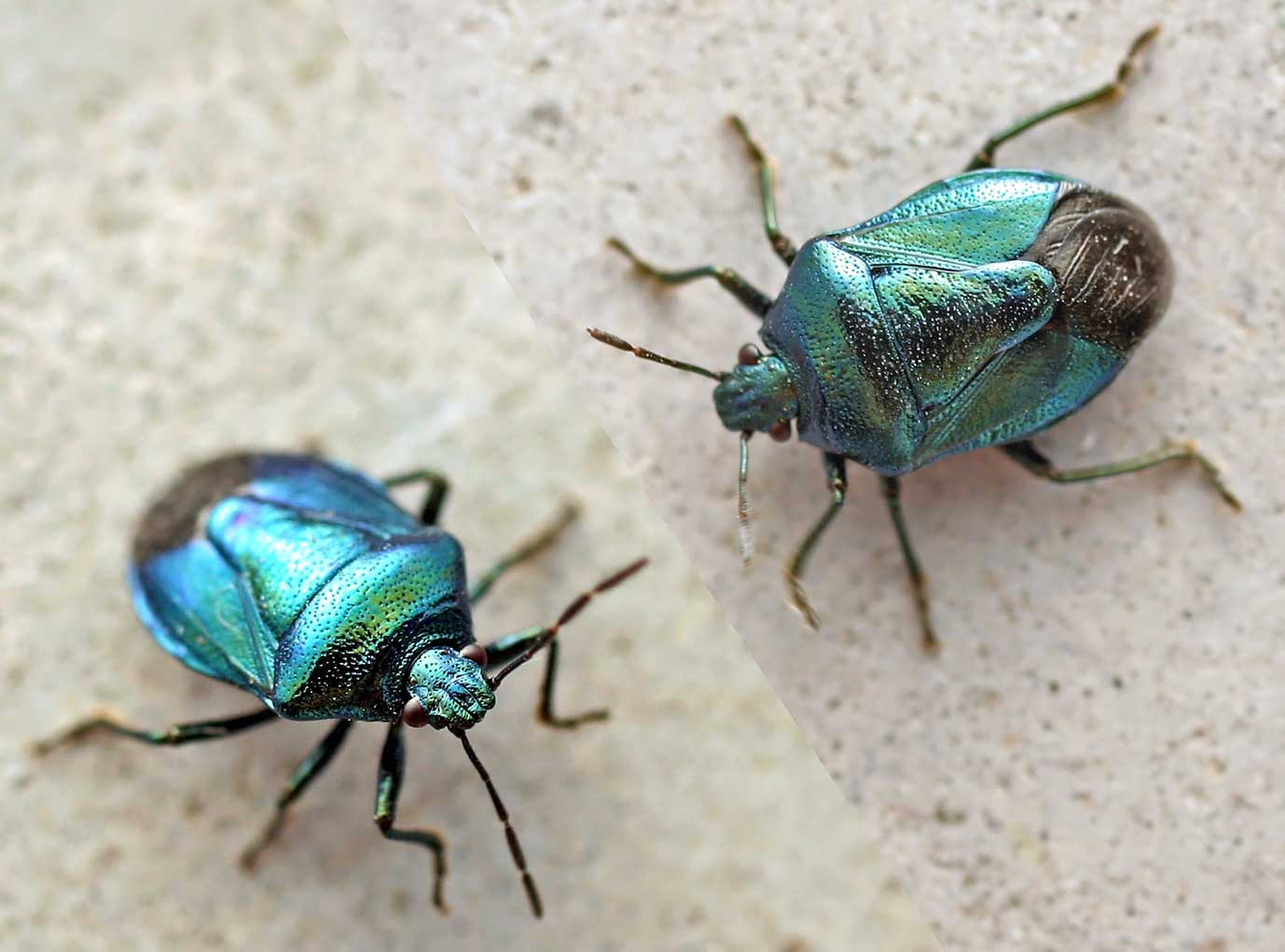
Zicrona caerulea Pentatomidae
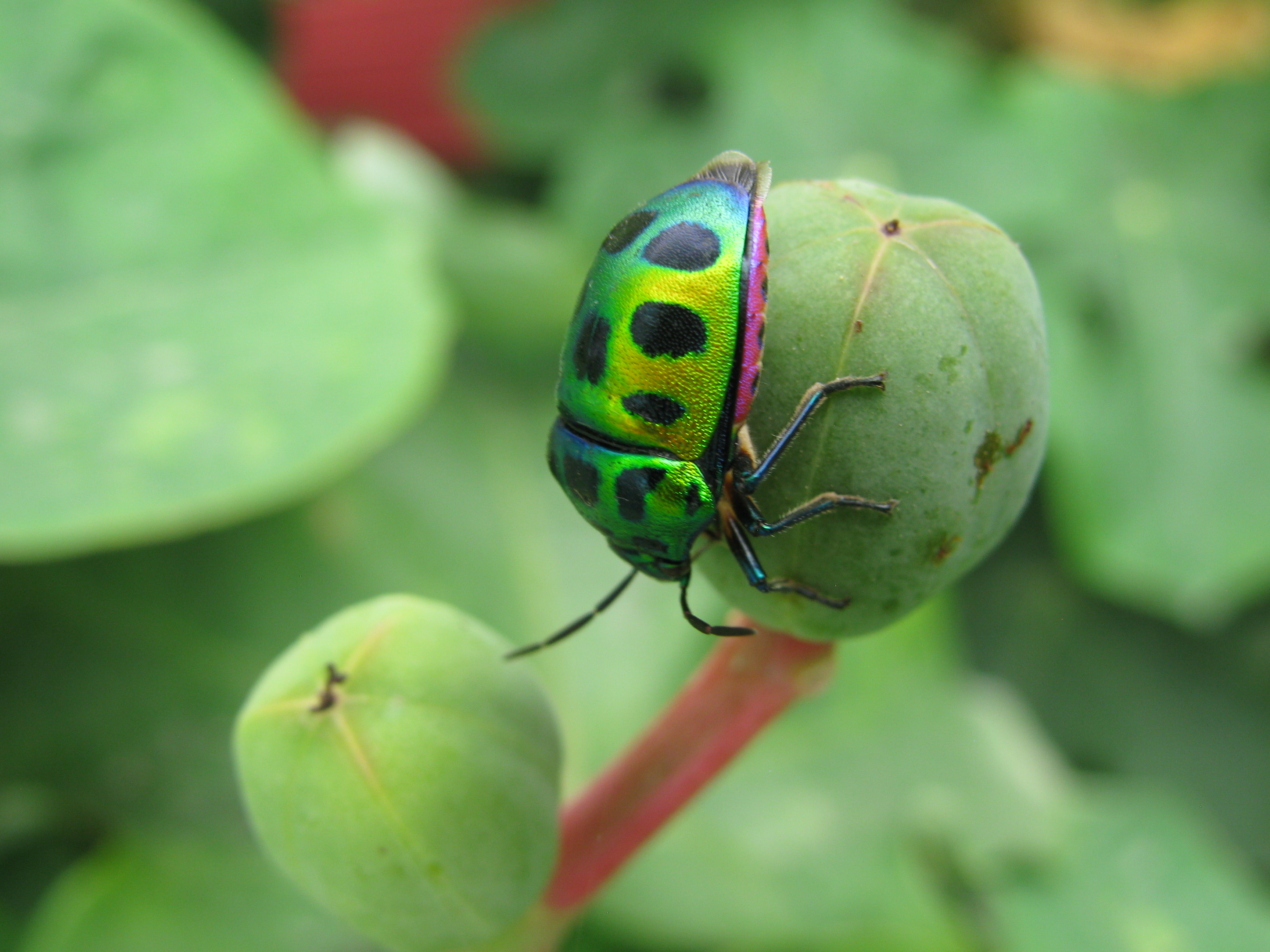
Chrysocoris stolli